# Хабаровская краевая филармония
Хаба́ровская краева́я филармо́ния — филармония в Хабаровске.

## История
Основана в 1938 году.
В первые годы филармония работала в здании Хабаровского училища искусств по адресу улица Волочаевская, д. 162, в настоящее время занимает два исторических здания, одно — дом бывшего Военного собрания по улице Шевченко, д. 7 (концертный зал, камерный зал); второе — административный корпус и репетиционный зал по улице Муравьёва-Амурского, д. 8.
В 1961 году к филармонии был присоединён оркестр Хабаровского Радиокомитета, тогда же он получил новое название «Дальневосточный симфонический оркестр».
- Большой зал: количество мест — 462. После реконструкции в 2002 году установлен единственный на Дальнем Востоке электронный орга́н Renaissance by Allen.
- Камерный зал: количество мест — 98.

Хабаровскую краевую филармонию посещают с гастролями российские и зарубежные исполнители.

## Оркестры
- Дальневосточный академический[2] симфонический оркестр: «визитная карточка» Дальнего Востока — создан в 1961 году.
- Камерный оркестр «Серенада» — создан в 1967 году.
- Оркестр камерной музыки «Глория» — создан в 1992 году.
- Оркестр русских народных инструментов — создан в 2010 году.

## Ансамбли
- Концертный ансамбль «Дальний Восток» — создан в 1978 году. Художественный руководитель ансамбля с 2023 года - Юлия Давыдова.

## Коллективы
- Филармонический театр «Геликон» — первая премьера состоялась в 2000 году. Мастера художественного слова под музыкальное сопровождение исполняют спектакли повести «Метель», «Борис Годунов», «Флорентийские ночи», «Из пламя и света рожденное слово», «Золотой и серебряный век».
- Трио «Аllegro» (скрипка, виолончель, фортепиано). Музыкальные сказки для детей младшего школьного возраста.

## Фестивали в 2013 году
- Третий международный музыкальный фестиваль.
- III Дальневосточный органный фестиваль «Ренессанс».
- V Дальневосточный фестиваль народной музыки «На Амурских просторах»
- Второй международный фестиваль классической музыки Юрия Башмета.
- Первый международный фестиваль классической музыки Юрия Башмета.
- Фестиваль «Салют, Победа» к 65-й годовщине окончания Великой Отечественной войны.
- II Дальневосточный пасхальный фестиваль «Светлый праздник Пасхи».
- II Дальневосточный фестиваль органной музыки «Ренессанс».

## Выдающиеся люди филармонии
- Тиц, Виктор Зигфридович (1938—2006) — дирижёр Дальневосточного симфонического оркестра, Заслуженный деятель искусств Российской Федерации (1981), Народный артист России (2002), Почётный гражданин города Хабаровска[3]
- Соболевский, Вячеслав Львович (1937—2008) — художественный руководитель Хабаровской краевой филармонии, возглавлял её 25 лет (всего проработал в филармонии 42 года), Заслуженный артист России.[4]

## Публикации
- Статьи о работе филармонии публикуются в газетах «Тихоокеанская звезда», «Приамурские ведомости», «Комсомольская правда», «Аргументы и факты», «Аргументы недели», «Коммерсант», «Хабаровские вести», «Молодой дальневосточник», «Хабаровская неделя», в краевом журнале «Главный город».[5]
- Концерты, идущие в филармонии, транслируются в эфир телерадиокомпаниями «Губерния», ГТРК «Дальневосточная», радиостанцией «Восток России».[6]

Репертуар
- «Дорогой длинною» Старинные русские и цыганские романсы.
- Дальневосточный академический симфонический оркестр. А. Шнитке «Гоголь-сюита», Моцарт «Концерт для фортепиано с оркестром № 21», Людвиг-Ван Бетховен «Симфония № 3 Ми-бемоль мажор „Героическая“» .
- «Упоение джазом» Инструментальная и вокальная джазовая классика.
- «И в сердце твоём отзовётся» Русские романсы, песни современных композиторов.
- «Гитара от Баха до джаза»
- «Ддя вас, милые женщины!» Концертный ансамбль «Дальний Восток».
- «Вечер органной музыки» В программе: Д. Букстехуде «Токката Фа мажор», Г. Бём «Хоральная прелюдия», И. С. Бах «Концерт ре минор по Антонио Вивальди», Ф. Лист «Прелюдия и Фуга на имя В-А-С-Н», М. Регер «Аве, Мария»
- Литературно-музыкальный спектакль «Сто часов счастья» М. Цветаева «Поэма горы», отрывки из писем, стихи русских поэтесс В. Тушновой, М. Петровых, А. Ахматовой и других авторов.
- «Завтра 1 Апреля!» (Не очень серьёзный концерт).
- «И смех и слёзы» Моноспектакль по юмористическим рассказам Н. Тэффи, А. Чехова, А. Аверченко.
- «Новые имена Хабаровского края — 2013» Заключительный Гала-концерт краевого фестиваля-конкурса.
- «Виват, баян!»
- «Чехия и Норвегия: Дворжак и Григ» Дальневосточный академический симфонический оркестр, камерный оркестр «Серенада».
- «И слово доброе ты про меня скажи» Вечер авторской песни.
- Вечера органой музыки
- «Рио-рита» Дальневосточный академический симфонический оркестр.
- «Из крякв» Моноспектакль. Филармонический театр «Геликон».
- «Для вас, милые женщины!» Концертный ансамбль «Дальний Восток».
- «Ищите женщину или cherchez la femme!» Дорогие женщины!!! Сердечно поздравляем Вас с Международным женским днём и приглашаем на праздничные музыкальные программы!!!
- «Музыкальный фейерверк» Ансамбль народной музыки «Коробейники».
- «История Гимна Российской Империи» Ко Дню защитника Отечества. Военный оркестр штаба Восточного военного округа.
- «Портрет оркестра» В год 20-летия Оркестра камерной музыки «Глория».
- «О любви поют мужчины» Ко дню всех влюблённых!
- Концертный ансамбль «Дальний Восток» и его друзья
- «Я — Владимир Высоцкий» Ко дню рождения Владимира Высоцкого.
- «Русский шедевр» Из цикла фортепианных концертов «Шедевры — шлягеры»
- «Христос рождается — славите!» Духовно-просветительский концерт.
- «Papati Papata — С Новым годом! — Papati Papata» Специальный Новогодний проект! (Не очень серьёзный концерт)
- «Приношение Марии Каллас» Дальневосточный академический симфонический оркестр.
- «Орга́н — машина или инструмент?»
- «Шедевр или шлягер?» Из цикла фортепианных концертов «Шедевры — шлягеры».
- «Посвящение Фёдору Шаляпину» Гала-концерт трёх басов.
- «Осенняя соната»
- «Классика в джазе и джазовая классика»
- «Телеграмма» Моноспектакль по рассказу К. Паустовского.
- «Флорентийские ночи (история одной любви)» К 120-летию со дня рождения Марины Цветаевой. Филармонический театр «Геликон».
- «Очей очарованье. Пушкин — Чайковский. Времена года» Филармонический театр «Геликон».
- Вечера органной музыки
- Вечера камерной музыки
- «Поехали!» Ко Дню Российской космонавтики. Военный оркестр штаба Восточного военного округа.
- К 75-летию заслуженного артиста России Вячеслава Соболевского
- «Балалайка — Душа России» Русский народный оркестр.
- «Фанфары Петра звучат и 300 лет спустя» Военный оркестр штаба Восточного военного округа. Ко Дню защитника Отечества.
- «Нежность» К 80-летию Майи Кристалинской.
- «Лунный свет» К 150-летию Клода Дебюсси.
- «Прерванный полёт» Ко дню рождения Владимира Высоцкого.
- «Аргентинское танго» Оркестр камерной музыки «Глория».
- «Музыка Франции» Оркестр камерной музыки «Глория».
- Военный оркестр штаба Восточного военного округа Юбилейный концерт Народного артиста России Вячеслава Захарова.
- «Богородице дево, радуйся» Концертный хор Хабаровской Епархии.
- «Кармен-сюита» Оркестр камерной музыки «Глория».
- «Я люблю тебя, жизнь!» К 100-летию Марка Бернеса.
- «Хабаровск — амурский красавец» Ко дню образования края. Концерт хоровой и ансамблевой музыки. Хабаровский муниципальный академический хор.
- «Весна идёт!» К 140-летию Сергея Рахманинова.

Для ветеранов
- «Эти дни мы будем вспоминать» Концертный ансамбль «Дальний Восток», песни военных лет.
- «Снег» Моноспектакль по рассказам К. Г. Паустовского «Снег», «Старый повар»
- «Спасибо, солдат!» К Дню Победы в Великой Отечественной войне.
- «А годы летят, наши годы, как птицы…»
- «Музыка — душа моя»
- «Золотой и серебряный век русской поэзии»
- «Большая жизнь»
- «История солдата» Концерт камерной музыки.
- Для вас, ветераны! В программе П. И. Чайковский «Времена года», С. Рахманинов Прелюдии, Этюды-картины.

Для будущих мам
- «Дитя и волшебство» Из цикла фортепианных концертов-бесед.
- «В ритме танца» Концерт для будущих мам из цикла «В ожидании чуда».
- «Королева красоты» Из цикла концертов для будущих мам «В ожидании чуда».
- «В мире волшебных звуков»
- «Цветы нашей жизни» Концерт для будущих мам из цикла «В ожидании чуда». В программе колыбельные песни Моцарта, П. И. Чайковского, И. Дунаевского.

Для детей
- «Конёк-Горбунок» Русский народный оркестр.
- «Город цветов»
- «Зажги свою звезду»
- Концерт-игра «Весеннее настроение»
- «По щучьему велению» Русский народный оркестр.
- Вильгельм Гауф «Калиф-аист» Для маленьких принцесс, юных кавалеров и их родителей.
- «Как Иван невесту искал» Для детей и их родителей.
- «Масленица» Русский народный оркестр. Для детей и их родителей.
- «Сны» Для детей и их родителей.
- «Бах — первый среди равных»
- «Сказки с оркестрами»
- Детские новогодние утренники. Музыкальная сказка для детей и их родителей «Волшебная песня музыкальной принцессы» («Бременские музыканты»).
- «Мороз Иванович»
- Знакомство с инструментами Русского народного оркестра.
- «Светофор для Бабы-Яги» Кукольный театр «Калейдоскоп».
- «Петя и Волк» Дальневосточный академический оркестр — детям.
- «К нам скорее!!! Все скорее к нам!»
- «Шаинский forever»
- «Сказка о царе Салтане» Русский народный оркестр.
- А. Милн «Винни Пух и все, все, все» Для детей и их родителей.
- «По щучьему велению встречаем Новый год» Музыкальная сказка для детей и их родителей.
- «Сказка о мёртвой царевне и о семи богатырях»
- «Сказка о попе и о работнике его Балде» Ко дню памяти А. С. Пушкина. Ансамбль народной музыки «Коробейники».
- «Храбрый Заяц» Филармонический кукольный театр «Калейдоскоп».

Для подрастающего поколения
- «Ёлка» Из цикла фортепианных концертов-бесед о дворянском воспитании в России.
- «Искусство общения» Продолжение цикла концертов об этикете.
- «Жизнь без наркотиков» Культурно-оздоровительная акция «Шаг».
- «Воспитание в царской семье» Из цикла фортепианных концертов-бесед.
- «Концерт для столовых приборов и приятного общения» Из цикла концертов об этикете.
- «Выход в свет» Из цикла фортепианных концертов-бесед о дворянском воспитании в России.